# برنل روبرتس
برنل روبرتس (بالإنجليزية: Pernell Roberts)‏ هو ممثل أمريكي، ولد في 18 مايو 1928 في وايكروس في الولايات المتحدة، وتوفي في 24 يناير 2010 في ماليبو في الولايات المتحدة بسبب سرطان البنكرياس.

## أعمال

### مسلسلات
- بونانزا
- موردر

## وصلات خارجية
- برنل روبرتس على موقع IMDb (الإنجليزية)
- برنل روبرتس على موقع ألو سيني (الفرنسية)
- برنل روبرتس على موقع ميوزك برينز (الإنجليزية)
- برنل روبرتس على موقع أول موفي (الإنجليزية)
- برنل روبرتس على موقع قاعدة بيانات برودواي على الإنترنت (الإنجليزية)
- برنل روبرتس على موقع قاعدة بيانات الأفلام السويدية (السويدية)
- برنل روبرتس على موقع إن إن دي بي (الإنجليزية)
- برنل روبرتس على موقع ديسكوغز (الإنجليزية)
- برنل روبرتس على موقع قاعدة بيانات الفيلم (الإنجليزية)
- برنل روبرتس على موقع كينوبويسك (الروسية)